# Glacier de Miage
Pour les articles homonymes, voir Miage.
Ne doit pas être confondu avec le glacier du Miage qui se trouve sur le versant italien.
Le glacier de Miage est un glacier français du massif du Mont-Blanc (Alpes). Il ne doit pas être confondu avec le glacier du Miage qui descend sur le versant italien. Il prend naissance à 3 500 m d'altitude, sur la face Ouest de l'aiguille de Bionnassay et descend jusqu'à 2 300 m. Il mesure 2,7 km de longueur et 1,4 km2 de superficie. Son épaisseur maximale est 40 mètres et sa pente moyenne est de 40 %.